# Торв, Анна
А́нна Торв (англ. Anna Torv, род. 7 июня 1979) — австралийская актриса, наиболее известная по роли агента ФБР Оливии Данэм в научно-фантастическом сериале «Грань» (2008—2013), за которую была номинирована на телевизионную премию «Выбор критиков» за лучшую женскую роль в драматическом сериале и получила четыре награды Сатурна за Лучшую женскую роль на телевидении.
Она также снялась в роли доктора Венди Кар в криминальном триллере «Охотник за разумом» (2017—н.в.) от Netflix.

## Ранняя жизнь
Торв родилась в Мельбурне, штат Виктория, Австралия. Позже семья переехала в город Голд-Кост в Квинсленде, Австралия. Родители Анны — Сьюзан (англ. Susan) и Ганс (англ. Hans) Торв, эстонец по происхождению. Её дед по отцовской линии имеет эстонское происхождение, а мать шотландское. У неё есть также младший брат, Дилан (англ. Dylon). С отцом она практически не общается. Её тетя по отцу  — писательница Анна Мердок Манн (англ. Anna Murdoch Mann), которая в течение 31 года была замужем за медиамагнатом Рупертом Мердоком (англ. Rupert Murdoch).
Торв закончила государственную среднюю школу Бенова (Benowa State High School) в 1996 году. Получила высшее образование в Австралийском Национальном институте драматического искусства (National Institute of Dramatic Art) в 2001.

## Карьера
В 2003 году сыграла роль Офелии в постановке Джона Белла «Гамлет». В 2004 она присоединяется к актёрскому составу знаменитой австралийской телевизионной драмы «Тайная жизнь США», в которой играет Никки Мартель. В 2005 году записала серию аудиокниг для Scholastic Australia’s Solo Collection, включающая Маленькие пальчики (англ. Little Fingers), Сова Джека (англ. Jack’s Owl), Спайк (англ. Spike), и Мэдди в середине (англ. Maddy in The Middle). Позже, в 2007 году озвучила Нарико, героиню игры Heavenly Sword. В том же году отправилась в Великобританию, где вскоре получила роль в сериале канала BBC «Любовницы». С 2008 по 2013 год Торв играла агента ФБР Оливию Данэм в телесериале «Грань».
В 2009 году получила награду Australians in Film Breakthrough. Она была номинирована пять раз на премию Сатурна за Лучшую женскую роль на телевидении с 2009 по 2013 год, выиграв в общей сложности четыре из них.
Торв появляется в роли Вирджинии Грей в мини-сериале от HBO «Тихий океан». В 2014 году Анна озвучила Нарико в экранизации игры Heavenly Sword.
Торв была включена в список «100 самых сексуальных женщин на телевидении» по версии BuddyTV четыре раза. Она заняла 16 место в 2009, 27 место в 2010, 48 место в 2011 и 68 место в 2012.
В марте 2016 года Торв получила роль Венди Карр, консультанта ФБР, в драме от Netflix «Охотник за разумом» от Дэвида Финчера.

## Личная жизнь
В декабре 2008 года вышла замуж за Марка Вэлли, также участвовавшего в сериале «Грань» в роли агента ФБР Джона Скотта. Развелись в начале 2010 года. 
Торв прожила в Лос-Анджелесе более десяти лет, вплоть до начала пандемии COVID-19 в начале 2020 года. За это время она стала матерью и купила дом. Затем она продала свой дом и вернулась на австралийский Голд-Кост в начале 2020 года, где жила со своей матерью, прежде чем переехать в Мельбурн, чтобы сниматься в фильме "Newsreader".
По состоянию на январь 2024 года Торв живет на севере Нового Южного Уэльса.

## Фильмография
| год  | Название            | Роль           |
| ---- | ------------------- | -------------- |
| 2003 | Путешествие Налегке | Дебра Фаулер   |
| 2006 | Книга откровений    | Бриджит        |
| 2014 | Небесный меч        | Нарико (голос) |
| 2015 | Дочь                | Анна           |
| 2017 | Стефани             | Джейн          |

| год        | название               | роль                     | примечание                         |
| ---------- | ---------------------- | ------------------------ | ---------------------------------- |
| 2002       | White Collar Blue      | соседка                  |                                    |
| 2002       | Young Lions            | Ирена Недов              | 13 эпизодов                        |
| 2004-2005  | Тайная жизнь США       | Никки Мартель            | 20 эпизодов                        |
| 2004       | McLeod’s Daughters     | Жасмин Маклеод           | 2 эпизода                          |
| 2007       | Frankenstein           | медсестра                |                                    |
| 2008       | Любовницы              | Алекс                    | 5 эпизодов                         |
| 2008-2013  | Грань                  | Оливия Данэм             | 100 эпизодов                       |
| 2010       | Тихий океан            | Вирджиния Грей           | эпизод: «Peleliu Landing»          |
| 2011       | CollegeHumor Originals | офицер Алия              | эпизод: «Can I Give You a Ticket?» |
| 2013       | Open                   | Виндзор                  | пилот HBO                          |
| 2015       | Галлиполийская история | Леди Гвендолин Черчилль  | 4 эпизода                          |
| 2016, 2019 | Тайный город           | Гарриет Данкли           | 12 эпизодов                        |
| 2017-наст. | Охотник за разумом     | Венди Карр               | 19 эпизодов                        |
| 2023       | Одни из нас            | Тереза "Тэсс" Сервопулос |                                    |

| год       | название                      | роль           | площадка                          | примечания                                   |
| --------- | ----------------------------- | -------------- | --------------------------------- | -------------------------------------------- |
| 1986      | The Night Before Christmas    | Bess           | Roman Scandals Theatre Restaurant |                                              |
| 1998-2001 | Undiscovered Country          | неизвестно     | неизвестно                        | Списано с афиши постановки Гамлета 2003 года |
| 1998-2001 | Bodyline: Time’s Up           | неизвестно     | неизвестно                        | Списано с афиши постановки Гамлета 2003 года |
| 1998-2001 | Ричард III                    | неизвестно     | неизвестно                        | Списано с афиши постановки Гамлета 2003 года |
| 1998-2001 | Basic Burlesque               | неизвестно     | неизвестно                        | Списано с афиши постановки Гамлета 2003 года |
| 2001      | Plenty                        | Susan Traherne | NIDA Theatre                      | 2 апреля 2001                                |
| 2001      | Language of The Gods          | Alicia         | NIDA Theatre                      | 5 мая 2001                                   |
| 2001      | Ring Round The Moon           | Capulat        | NIDA Studio                       | 27 июня 2001                                 |
| 2001      | Goodnight Children Everywhere | Ann            | NIDA Studio                       | 28 сентября 2001                             |
| 2001      | Целуй меня, Кэт               | хористка       | Parade Theatre                    | 17 октября 2001                              |
| 2002      | The Credeaux Canvas           | Amelia         | SBW Stables Theatre               | В сотрудничестве с труппой театра Гриффин    |
| 2003      | Гамлет                        | Офелия         | Bell Shakespeare                  |                                              |
| 2005      | Вишнёвый сад                  | Аня            | Sydney Theatre Company            |                                              |

| год  | название       | роль                             |
| ---- | -------------- | -------------------------------- |
| 2007 | Heavenly Sword | Нарико (голос и захват движения) |

| награда                                                         | год  | работа       | результат |
| --------------------------------------------------------------- | ---- | ------------ | --------- |
| Сатурн за Лучшую женскую роль на телевидении                    | 2008 | Грань        | Номинация |
| Сатурн за Лучшую женскую роль на телевидении                    | 2009 | Грань        | Победа    |
| Сатурн за Лучшую женскую роль на телевидении                    | 2010 | Грань        | Победа    |
| Сатурн за Лучшую женскую роль на телевидении                    | 2011 | Грань        | Победа    |
| Сатурн за Лучшую женскую роль на телевидении                    | 2012 | Грань        | Победа    |
| Teen Choice Award for Choice TV Actress Fantasy/Sci-Fi          | 2010 | Грань        | Номинация |
| Teen Choice Award for Choice TV Actress Fantasy/Sci-Fi          | 2011 | Грань        | Номинация |
| Teen Choice Award for Choice TV Actress Fantasy/Sci-Fi          | 2012 | Грань        | Номинация |
| «Выбор критиков» за лучшую женскую роль в драматическом сериале | 2011 | Грань        | Номинация |
| Logie Award for Most Outstanding Actress                        | 2017 | Тайный город | Победа    |